# こ (古の変体仮名)
漢字「古」から派生したひらがなの一種である𛀸(こ)は、1900年（明治33年）の小学校令施行規則改正以降の学校教育で用いられていない変体仮名に分類されるものである。
現代日本では、変体仮名は看板や書道など限定的な場面でしか使われていないが、𛀸はしるこの表記や、濁点を打ってだんごの表記に使用されることもある。特に、三重県桑名市や大分県中津市の銘菓である蛤志るこには用例が多い。武蔵屋総本店玉川軒老舗では「蛤𛁈る𛀸」と表記されている（𛁈は志の変体仮名）。ただし、亀良菓子舗が「蛤志るこ」と表記するように「こ」で表記される場合もある。

## 画像

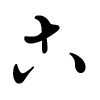
拡大図
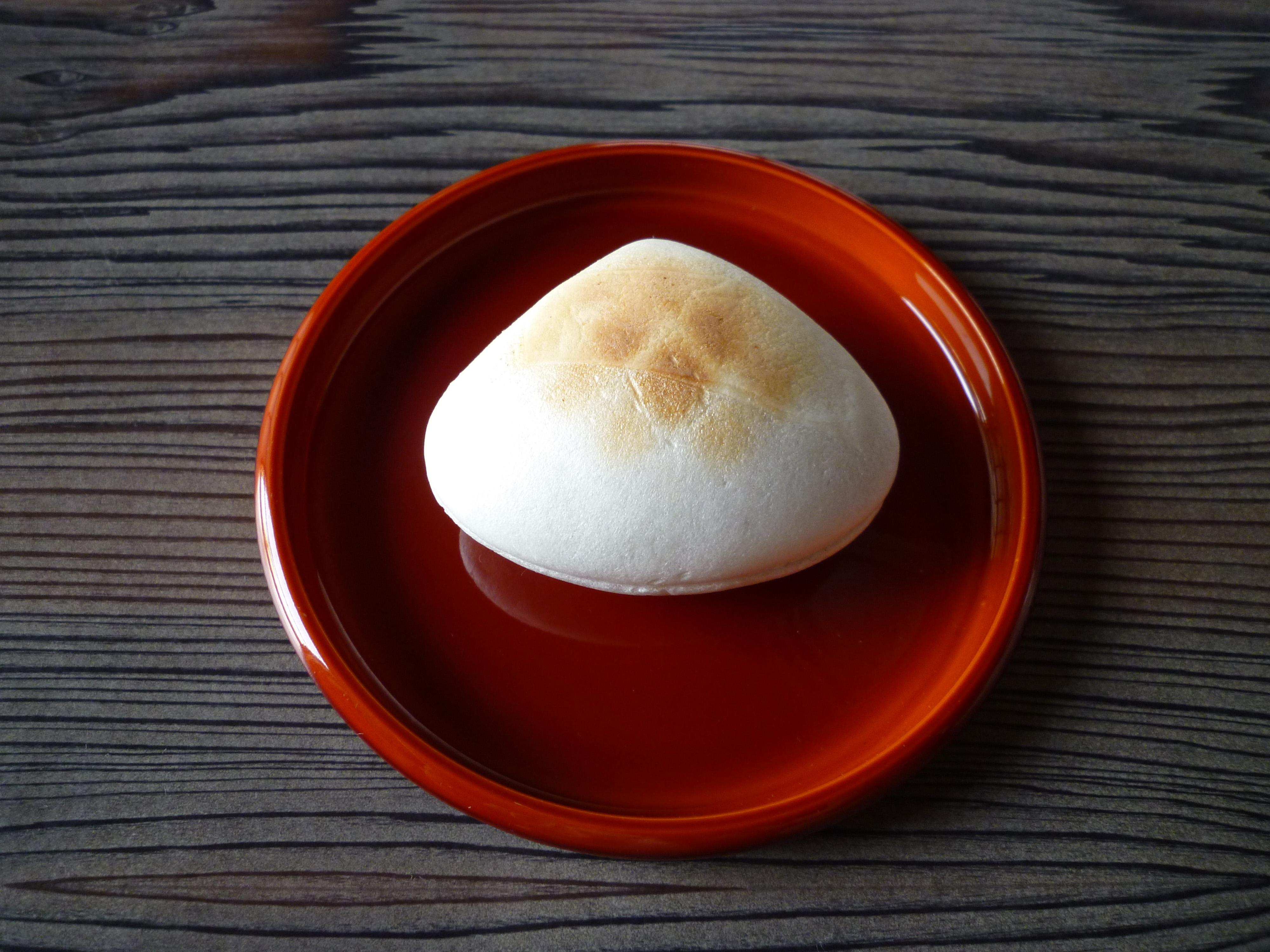
桑名市の名産品、蛤志るこ
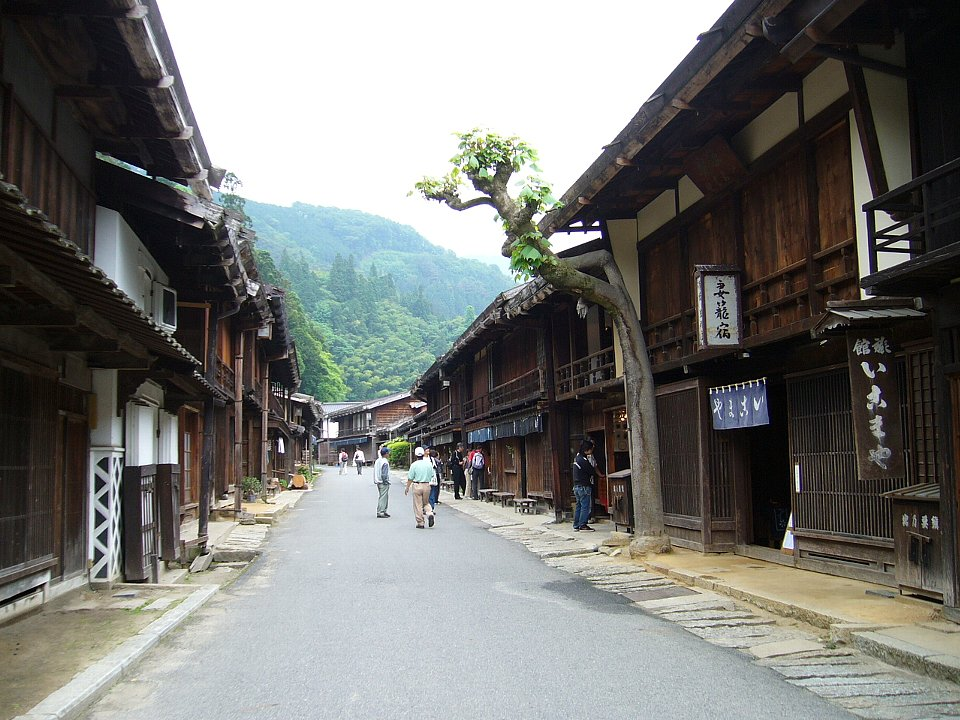
妻籠宿、いこまや（い古まや）